# B·賈揚特·巴利加
B·賈揚特·巴利加（英語：B. Jayant Baliga，1948年4月28日—），印度電機工程師，專精於功率半導體元件，發明了絕緣柵雙極電晶體。為紀念電晶體發明50周年，科學美國人雜誌將其列為「八位半導體革命英雄」（Eight Heroes of the Semiconductor Revolution）之一。

## 背景
巴利加出生在印度馬德拉斯，成長於印度班加羅爾附近的小村莊加拉哈立。父親是巴拉特電子有限公司（Bharat Electronics Limited）的前任負責人。於1969年取得印度理工學院馬德拉斯校區的學士學位，並分別於1971年及1974年取得壬色列理工學院的碩士與博士學位。

## 職業生涯
巴利加在紐約州斯克內克塔迪通用電氣公司研究發展中心工作達15年，後於1988年時擔任北卡羅來納州立大學全職教授。1997年時，獲選為傑出大學教授（Distinguished University Professor）。巴利加所發明的絕緣柵雙極電晶體，結合了電子工程及電機工程兩大科學領域。此項發明為消費者節省的金錢超過美金15兆，同時形成智能電網的基礎。巴利加不僅工作於學術領域，同時也是三家利用半導體技術製造產品公司的創辦人。且擁有的美國專利超過100項。2010年，獲美國總統歐巴馬頒贈代表美國工程師最高榮譽的美國國家技術與創新獎章。並於2014年因「功率半導體元件的發明、改良及商業化對社會的巨大貢獻」獲頒IEEE榮譽獎章。

## 榮譽
- IEEE院士：1983年[8]
- IEEE紐維爾獎（英语：IEEE William E. Newell Power Electronics Award）：1991年
- IEEE利布曼獎（英语：IEEE Morris N. Liebmann Memorial Award）：1993年
- IEEE埃伯斯獎（英语：J J Ebers Award）：1998年
- IEEE蘭梅獎章（英语：IEEE Lamme Medal）：1999年[9]
- 美國國家工程院院士：2000年
- 歐洲科學院院士：2005年
- 美國國家科技與發明獎章（英语：National Medal of Technology and Innovation）：2010年[4][6]
- IEEE榮譽獎章：2014年[7]

## 外部連結
- （英文）NCSU biography（页面存档备份，存于）
- （英文）ApnaTriangle.com interview with Dr Jayant Baliga（页面存档备份，存于）

| 獎項                      | 獎項              | 獎項 |
| ------------------------- | ----------------- | ---- |
| 前任者： 厄文·馬克·雅各布 | IEEE榮譽獎章 2014 | 現任 |